# Bolsa de Basilea
La Bolsa de Valores de Basilea fue una bolsa de valores en Basilea, Suiza, entre 1866 y 1993, cuando se fusionó con SWX Swiss Exchange. 
Tenía dos sedes: la antigua sede de la Alter Borse en Aeschenplatz en 1866 y el edificio Marktgasse más nuevo de 1906. Aparentemente, ambos edificios se conocen como la Bolsa Vieja. 
Las actividades en el edificio de la Bolsa de Basilea cesaron en 1998.

## Referencias

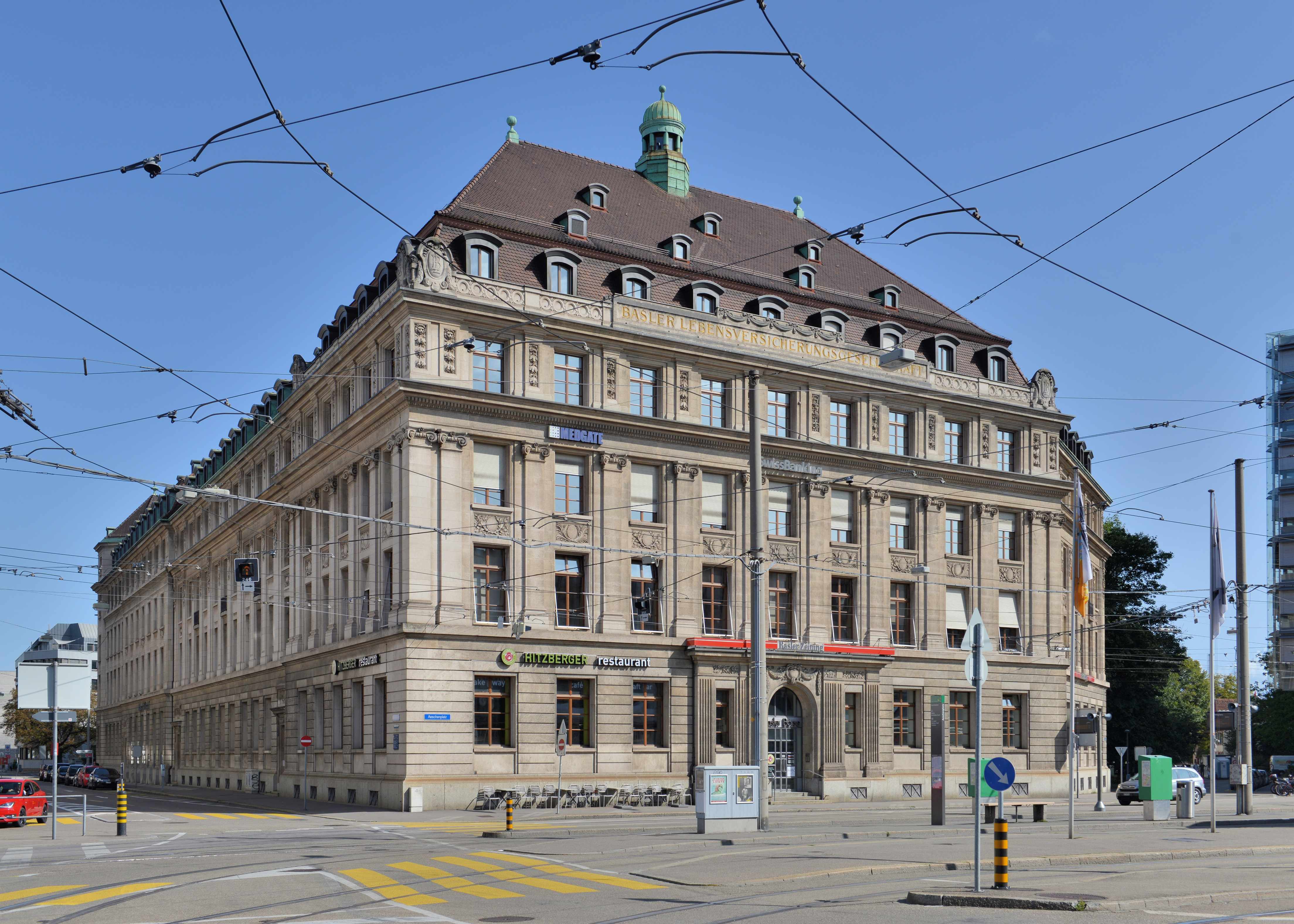
Edificio de la Bolsa de Basilea